# Torneo de Nottingham 2025
El Rothesay Open Nottingham 2025 fue un torneo profesional de tenis, jugado en canchas de césped al aire libre. Fue la 17.ª edición del evento para las mujeres. Se llevó a cabo en Nottingham (Reino Unido) entre el 15 y el 22 de junio de 2025.

## Cabezas de serie

### Individuales femenino
| Tenista             | Ranking | Preclasificada |
| Beatriz Haddad Maia | 22      | 1              |
| Clara Tauson        | 23      | 2              |
| Elise Mertens       | 25      | 3              |
| Yulia Putintseva    | 27      | 4              |
| Leylah Fernandez    | 30      | 5              |
| Magda Linette       | 31      | 6              |
| Linda Nosková       | 32      | 7              |
| Katie Boulter       | 34      | 8              |

- Ranking del 9 de junio de 2025.[2]

### Dobles femenino
| Tenista                             | Ranking | Preclasificadas |
| Su-wei Hsieh Shuai Zhang            | 27      | 1               |
| Irina Khromacheva Fanny Stollár     | 64      | 2               |
| Beatriz Haddad Maia Laura Siegemund | 64      | 3               |
| Anna Danilina Ena Shibahara         | 68      | 4               |

## Campeonas

### Individual femenino
McCartney Kessler venció a   Dayana Yastremska por 6-4, 7-5

### Dobles femenino
Beatriz Haddad Maia /  Laura Siegemund vencieron a  Anna Danilina /  Ena Shibahara por 6-3, 6-2